# Anna Pravdová
Anna Pravdová (* 25. května 1973 Moravský Krumlov) je česká historička a teoretička umění. Od roku 2007 je kurátorkou Národní galerie Praha (Sbírka kresby 20. století, Sbírky umění 19. století a klasické moderny). Roku 2021 obdržela francouzský Řád umění a literatury.

## Život
Anna Pravdová pochází z frankofonní rodiny, její dědeček byl malíř a restaurátor a dobrý přítel Karla Černého nebo Františka Hudečka. Nejprve studovala francouzštinu a španělštinu na katedře translatologie na Filozofické fakultě Karlovy univerzity. V letech 1992-1994 absolvovala studijní pobyt na katedře dějin umění na Université Aix-Marseille v Aix-en-Provence. V letech 1994-1999 studovala dějiny umění a překladatelství a tlumočnictví na Filozofické fakultě Univerzity Karlovy. Během tří půlročních studijních pobytů na pařížské Sorbonně (1995-1997) působila v letech 1996-1997 jako asistentka v Muzeu krásných umění v Dijonu. Objhájila diplomovou práci Payssages à l´échelle de l´œil - Jindřich Styrsky et Toyen â Paris, 1925-1935 (1997) a na FF UK diplomovou práci Čeští malíři ve Francii v letech dvacátých a třicátých (1999). V letech 1999-2005 absolvovala doktorské studium dějin umění souběžně na FF UK a Sorbonně v Paříži a v březnu-květnu 2004 badatelskou stáž v Bibliothèque nationale de France v Paříži. Roku 2005 obhájila doktorskou dizertaci Čeští umělci ve Francii od vzniku Československa do konce druhé světové války.
V letech 2002-2004 působila jako kulturní asistentka Francouzského institutu v Praze se specializací na výtvarné umění. V roce 2003 se autorsky spolupodílela na výstavě Le Grand Jeu et le surréalisme: Reims, Paris, Prague (Vysoká hra a surrealismus: Remeš, Paříž, Praha) v Muzeu výtvarných umění v Remeši. Od roku 2006 byla vědeckou pracovnicí Ústavu dějin umění FF UK, v letech 2006-2007 vyučovala na Fakultě humanitních studií UK. Roku 2006 absolvovala třitýdenní stáž v Hoover Archives, Stanford University v USA. Roku 2007 pobývala 6 měsíců v Centre de recherches et d´historie de l´Europe centrale contemporaine, Institut Pierre Renouvin v Paříži. Od roku 2007 je kurátorkou Národní galerie Praha (Sbírka kresby 20. století, později Sbírky umění 19. století a klasické moderny). Je místopředsedkyní Uměleckohistorické společnosti na období 2020-2023.
Články publikuje v časopisech Dossier de l´art, Umění, Ateliér, Analogon, Centropa, Dějiny a současnost, Recoins.
Roku 2017 byla spolu s Ivou Knoblochovou iniciátorkou dopisu ministru zahraničních věcí Zaorálkovi, jehož signatáři apelují na nápravu odvolání Jeana-Gasparda Páleníčka z pozice ředitele Českého centra v Paříži.

### Ocenění
- Roku 2005 obdržela Prix John Jaffé en Lettres et Sciences humaines (cena Rektorátu univerzit města Paříže a kraje Ile de france za nejlepší doktorskou práci v oblasti společenských věd za rok 2005).[6]
- Za publikaci Zastihla je noc. Čeští výtvarní umělci ve Francii 1938⁠–⁠1945 (2009) ji ocenila Uměleckohistorická společnost Cenou Josefa Krásy.[9]
- Roku 2018 obdržela Cenu Českého výboru ICOM za výstavu 1918-1938. První republika v Národní galerii.[10]
- Roku 2021 obdržela francouzský Řád umění a literatury[11]

### Publikace (výběr)
- Zastihla je noc (Čeští výtvarní umělci ve Francii 1938–1945), 179 s., Národní galerie v Praze, Opus - Kristina Mědílková, Praha 2009, ISBN 978-80-87048-16-0 (Opus), ISBN 978-80-7035-420-9 (NG)
- Jan Křížek (1919-1985) („Mně z toho nesmí zmizet člověk“), 349 s., Národní galerie v Praze 2012, ISBN 978-80-7035-504-6
- Seňorita Franco a Krvavý pes (Malíř, karikaturista a ilustrátor Antonín Pelc (1895-1967)), 445 s., Národní galerie v Praze, Artefactum Praha 2015, ISBN 978-80-7035-573-2 (s Tomášem Winterem)
- Bonjour, Monsieur Gauguin: Čeští umělci v Bretani 1850-1950, 291 s., Národní galerie v Praze 2017, ISBN 978-80-7035-659-3
- Josef Šíma: Cesta k Vysoké hře, 231 s., Moravská galerie v Brně, Malvern 2018, ISBN 978-80-7027-323-4, ISBN 978-80-7530-139-0 (s Petrem Ingerle)
- První republika 1918-1938, 219 s., Národní galerie v Praze 2018, ISBN 978-80-7035-698-2 (s L. Hubatovou-Vackovou)
- František Kupka 1871-1957, 240 s., Národní galerie v Praze 2018, ISBN 978-80-7035-689-0 (s Markétou Theinhardt)
- František Kupka 1871-1957 (Exhibition Guide), 189 s., text Jiří Fajt, Národní galerie v Praze 2018, ISBN 978-80-7035-694-4
- Toyen: Snící rebelka, 333 s., Národní galerie v Praze 2021, ISBN 978-80-7035-773-6 (s Annie Le Brun, Annabelle Görgen Lammers)
- École de Paris a čeští umělci v meziválečné Paříži, 367 s., Kosmas, Praha 2023, ISBN 978-80-88256-22-9

### Články a statě (výběr)
- Zahraniční kulturní akce jako nástroj boje za svobodné Československo: kulturní odboj českých umělců a intelektuálů v Paříži 1938-1940. Anna Pravdová, in: O protektorátu v sociokulturních souvislostech / Červený Kostelec : Pavel Mervart, 2011 s. 79-95.
- Inventura pařížského dění 1924-1934. Anna Pravdová, in: H. Rousová (ed.), František Foltýn 1891-1976, Brno 2007, s. 61-93

### Překlady (výběr)

#### Katalogy
- 1999 Jan Švankmajer (Un surréaliste du cinéma d´animation)
- 2002 L'oeil éphémere: Oeuvres de Jiří Kolář
- 2003 Jiří Kolář: Hommage furtif / Letmá pocta
- 2003 Anna Zemánková
- 2004 Tsjechische l´art brut tchèque
- 2006 Art brut: Sbírka abcd
- 2008 The Brussels Dream / Le Rêve Bruxellois / Der Brüsseler Traum (The Czechoslovak Presence at EXPO 58 in Brussels and the Lifestyle of the Early 1960s / La participation tchécoslovaque à l'exposition universelle de 1958 à Bruxelles et le style de vie au début des annés 60 / Die tschechoslowakische beteiligung an der we)
- 2009 Dekadence (Bohemian Lands 1880-1914)
- 2010 Ivan Koleček: Vrstvy / Stratigrafie

#### Knihy
- 2004 Anebo ne / Ou bien non, Nakladatelství Fra, Praha
- 2009 Kupka (Čech - Francouz - Evropan / Tchèque - Français - Européen / Czech - Frenchman - European), Královéhradecký kraj
- 2009 Zastihla je noc (Čeští výtvarní umělci ve Francii 1938–1945), Národní galerie v Praze
- 2011 Alena Nádvorníková, Arbor vitae, Řevnice
- 2011 Silent Revolutions in Ornament (Studies in Applied Arts and Crafts from 1880-1930), Vysoká škola uměleckoprůmyslová, Praha
- 2012 Jan Křížek (1919-1985) („Mně z toho nesmí zmizet člověk“), Národní galerie v Praze
- 2012 Jiří Kolář & Béatrice Bizot - Korespondáž, Národní galerie v Praze
- 2017 Bonjour, Monsieur Gauguin: Čeští umělci v Bretani 1850-1950, Národní galerie v Praze
- 2023 Toyen - The Dreaming Rebel, Národní galerie Praha